# Alipur
Alipur é uma cidade do Paquistão localizada na província de Punjab.